# Юзеф Миколай Потоцький
Граф Юзеф Миколай (зросійщене Йо́сиф Альфре́дович) Пото́цький (пол. Józef Mikołaj Kazimierz Marian Alfred Jakub Potocki, рос. Ио́сиф Альфре́дович Пото́цкий; * 8 вересня 1862, Львів — †25 серпня 1922, Монтрезор, Франція) — польський землевласник з роду Потоцьких гербу Пилява, цукрозаводчик, мандрівник, мисливець, біблеофіл, австрійський камергер, член Державної думи Російської імперії від Волинської губернії.

## Біографія
Народився у сім'ї графа Альфреда Потоцького, австрійського намісника Галичини у 1875—1883, та княжни Марії Санґушко у Львові. Онук учасника польського повстання 1830—1831 років Романа Адама Санґушка.
Від матері Марії Санґушко успадкував численні маєтки у Волинській губернії площею 60 тис. десятин (63 тис. га), зокрема — у Антонінах, куди він і переїхав після отримання російського підданства у 1887.
У 1896–1901 роках був віце-президентом сільськогосподарського товариства у Києві. Був почесним головою сільськогосподарського товариства у Старокостянтинові. Володів промисловими підприємствами, зокрема Шепетівським та Кременчуцьким цукровими заводами, одними з найбільших у Волинській губернії.
Був найвідомішим польським мисливцем свого часу, регулярно брав участь в африканських сафарі.
У 1906 Юзефа Потоцького було обрано членом Державної Думи Російської імперії I скликання від Волинської губернії. Входив до складу «Союзу автономістів» та «Групи західних окраїн». У парламенті, будучи великим землевласником, виступав проти примусового відчуження приватного землеволодіння.

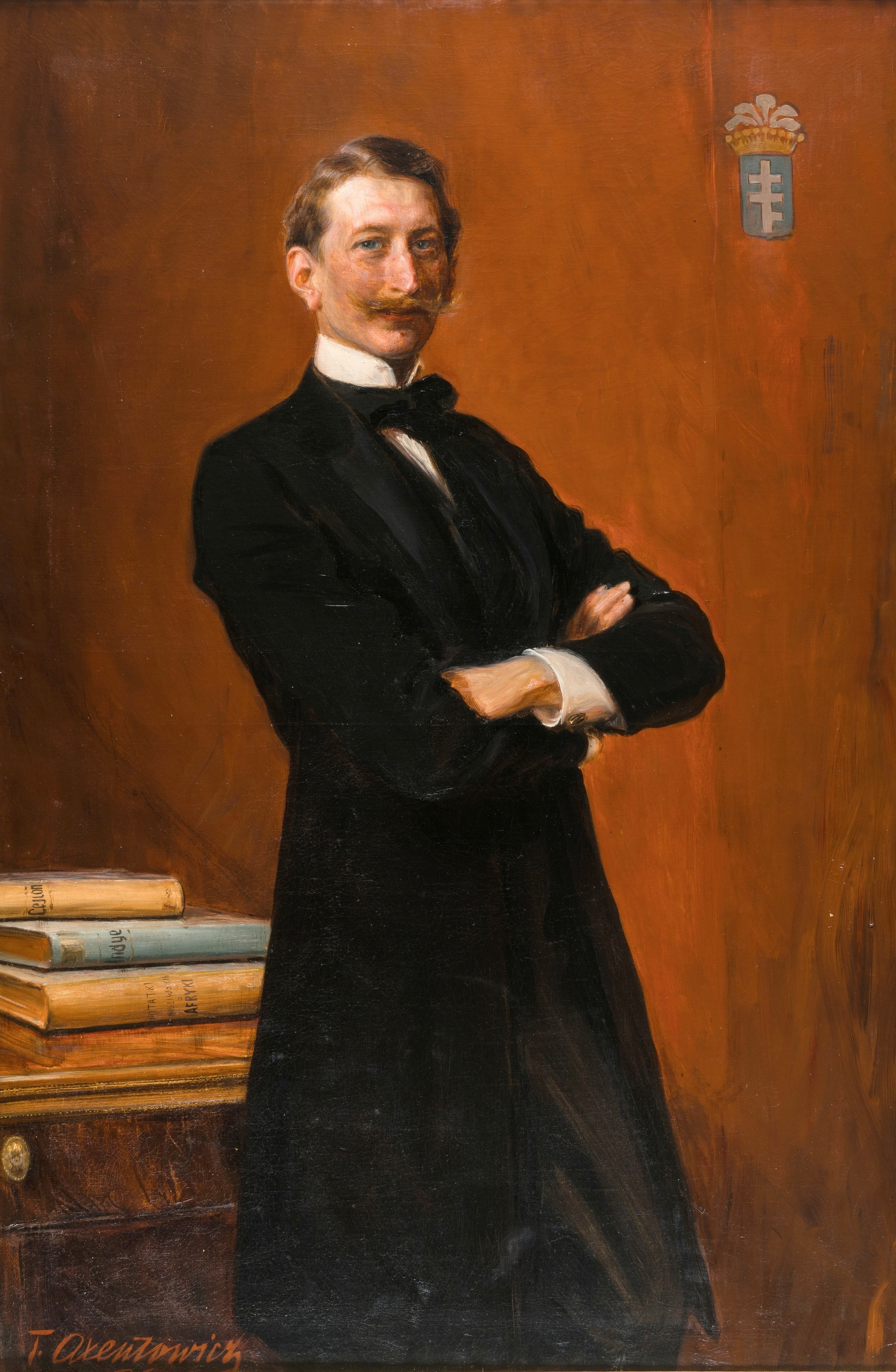
Теодор Аксентович, Портрет Юзефа-Миколая Потоцького, біля 1890 року

Володів лісопильним заводом в урочищі Паньково Піщівської волості Новоград-Волинського повіту Волинської губернії (26 робітників).
У 1918–1919 роках втратив більшість своїх земельних володінь та виїхав до Польщі, пізніше — до Франції. До самої смерті проживав у Варшаві та замку Монтрезор. У 1922 році потрапив у автомобільну аварію під час подорожі Францією, внаслідок чого отримав пошкодження, які призвели до смерті 25 серпня 1922. Похований на цвинтарі міста Монтрезор.
Дружина — княжна Хелена (Гелена) Радзивілл (1874, Берлін — 1958, Мадрид, похована у Монтрезорі). 
Мав двох синів: Романа Антонія (1893—1971) (народився в селі Антоніни) і Юзефа Альфреда (1895—1968), уродженця Шепетівки.

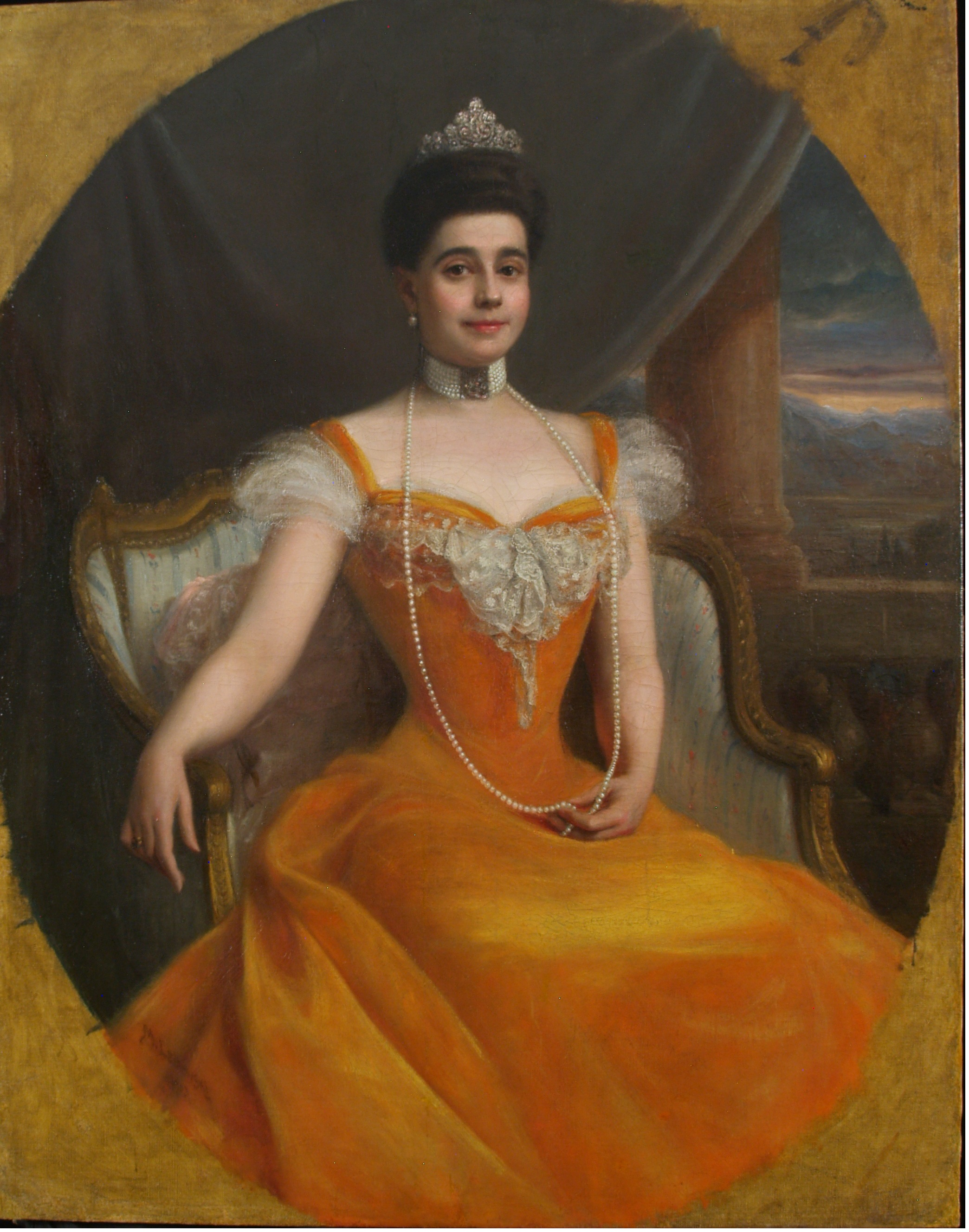
Хелена Потоцька на портреті Мойсея Лейбовського від 1903 року. Атрибуція Оксани Лобко